# Nationalpark Asinara
Nationalpark Asinara eller på italiensk Parco Nazionale dell'Asinara er beliggende på øen Asinara, der ligger ud for den nordvestlige del af Sardinien. Parken rummer en stor variation af habitater. Øen har haft en omskiftelig historie og er kendt som "Isola del Diavolo" ("Djævleøen"), da den først har været brugt som karantæneø, senere som fangeø under Første Verdenskrig og som et af de vigtigste højsikkerhedsfængsler under terroristperioden i 1970'erne og under kampen mod organiseret kriminalitet til etableringen af Nationalparken i 1997.